# 新詩

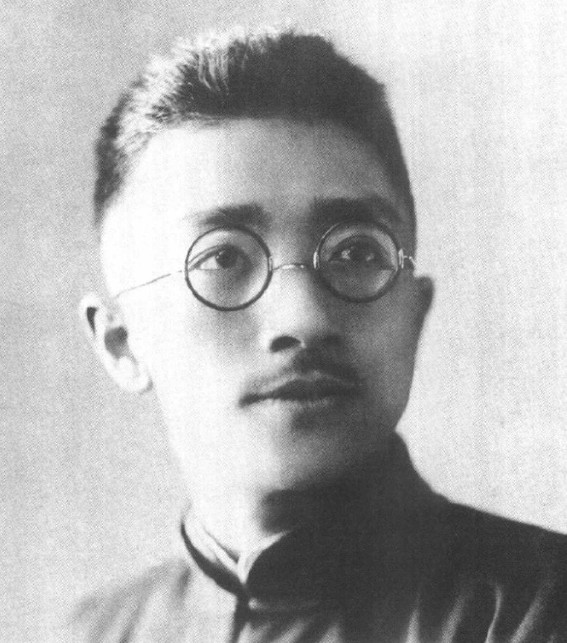
胡適為新詩發起人之一

新詩，又稱白話詩、白話新詩、現代詩、自由詩，是一種於中國近現代、五四運動後開始產生的自由詩，起源於1917年胡適主導的白話文運動（文學革命、新文學運動）。除了以白話文撰寫之外，其特點是形式自由，不受傳統格律限制，並深受西洋詩歌影響。其節奏、形式、題材的種類都有很多變化，而且可用作抒情，是我們日常生活作抒情的文體。（抒情是新詩的特點，所有新詩都必須包括抒情成份。）

## 起源
1917年1月，胡適在《新青年》雜誌發表〈文學改良芻議〉，這是中國新文學運動的開始。1917年2月，陳獨秀在《新青年》雜誌上發表〈文學革命論〉。1917年5月，劉半農在《新青年》雜誌發表「我之文學改良觀」。1917年7月，劉半農在《新青年》雜誌發表〈詩與小說精神上之革新〉。1917年10月，胡適在《新青年》雜誌發表〈談新詩〉一文，稱當時出現的白話詩為「新詩」，取其與「舊詩」相對的意思。隨後，胡適以白話文翻譯美國詩人莎拉·蒂斯黛尔的詩作《關不住了》（Over The Roofs），並聲稱這是「新詩成立的新紀元」。1920年，胡適出版了中國文學史上第一部白話新詩集《嘗試集》。
20年代前期的詩人有胡適、劉大白、朱自清等人，其新詩往往因襲舊詩的節奏音韻，詩意淺而露，幼稚膚淺，一覽無遺，談不到耐人回味。初期新詩也學習18、19世紀西洋的浪漫派詩歌。部份詩人不滿早期新詩的音韻節奏，引進介紹美國詩人惠特曼的自由詩（free verse），如郭沫若《女神》就受惠特曼自由詩的影響，著重詩句節奏而不用押韻。
然而，仍有些詩人並不認同自由詩那排除押韻的創作方式；於是在1925年時，聞一多、徐志摩、朱湘等人，在《北平晨報》副刊《詩刊》開始撰文提倡格律詩。《詩刊》停刊後，他們在1928年創辦《新月月刊》，繼續探討和創作格律詩，因此形成了著名的「新月派」。新月派對於如何分行、分段等新詩之創作形式的問題，發表了一套自己的主張。例如聞一多便強調，新詩應包括「音樂美」、「繪畫美」和「建築美」。
新月派詩人對西洋詩較熟悉，提出了新詩形式上問題，使新詩向前跨了一大步。但新月派詩人所接觸的西洋文學，限於浪漫派詩人，沒有窺見西洋詩的堂奧；他們的才學也較淺，缺乏大詩人的品質，如徐志摩的新詩就比不上他的散文。
格律詩經聞一多、徐志摩等的提倡，其後又有卞之琳、梁宗岱的鑽研，產生了不少佳作，但始終不能成為主流，到40年代，專寫格律詩的詩人漸漸減少。不少詩人嘗試從西洋詩獲取靈感，施蟄存的意象派、李金髮的象徵派，都分別學習西洋詩的支流；梁宗岱和馮至則自稱浸潤於梵樂希和里爾克的詩篇。

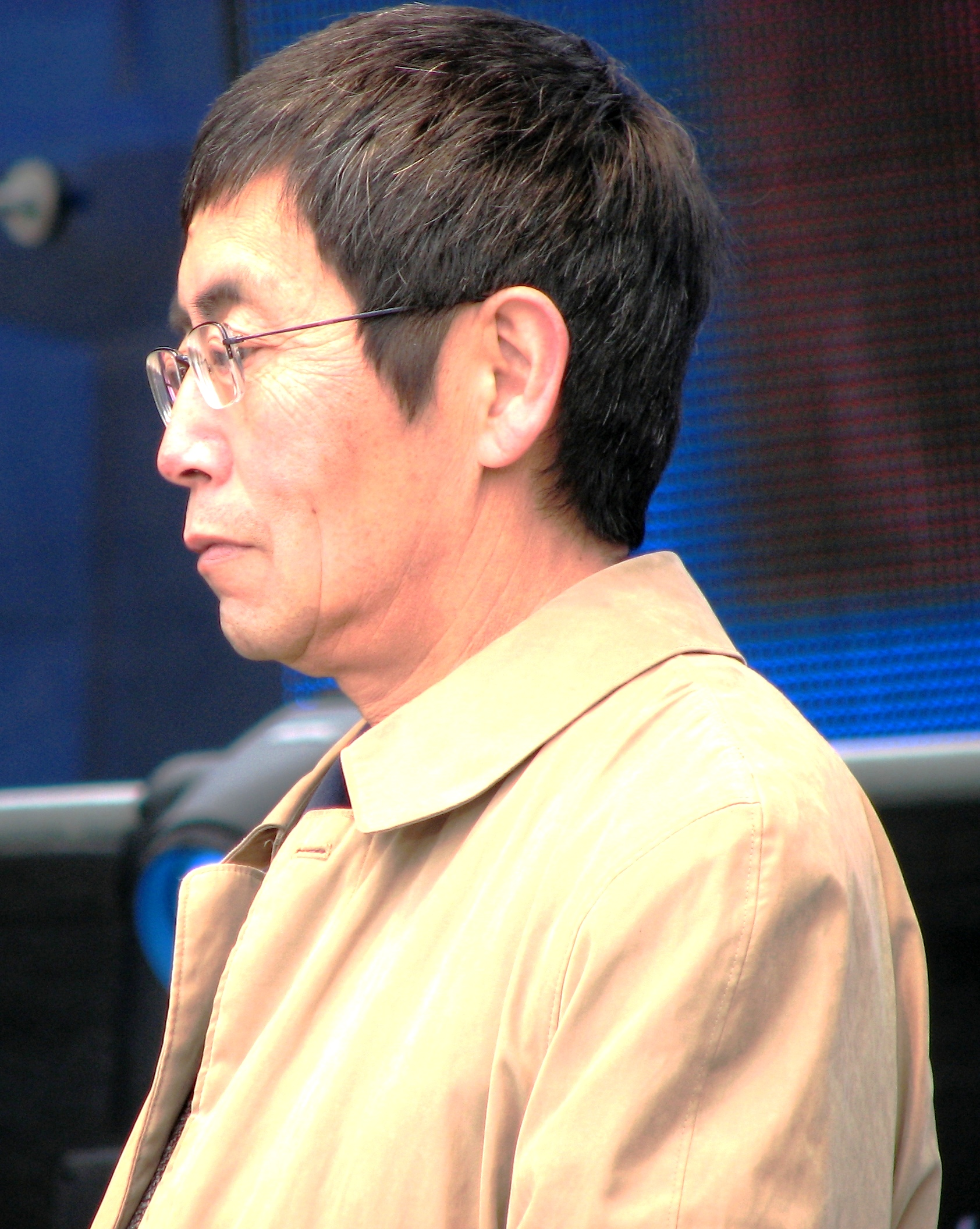
朦朧派重要人物，北島

中華人民共和國成成立後，新詩傾向寫實，1950及1960年代，出現許多長篇敘事詩，如臧克家的《李大釗》，也有詩人如張志民，以民歌體表現農村生活，描寫田園圖景。1956-1957年，為了打破詩歌單一狹窄的趨勢，詩人發起號稱「百花時代」的改革，停筆多年的詩人如吳興華、陳夢家都再發表作品，但反右運動阻斷了這一潮流。
文革時期，詩人不公開地寫作，稱為「地下詩歌」。文革結束後，詩人重新自辦詩社、詩刊，影響較大的，有北島所編的《今天》。當中刊出了不少朦朧詩的代表作，如舒婷的《致橡樹》、北島的《回答》。朦朧詩推動詩歌自由創作和多元化的新局面，在1980年代引起許多彷作，但被批評為「背離了社會主義的文藝方向和路線」。

### 台灣

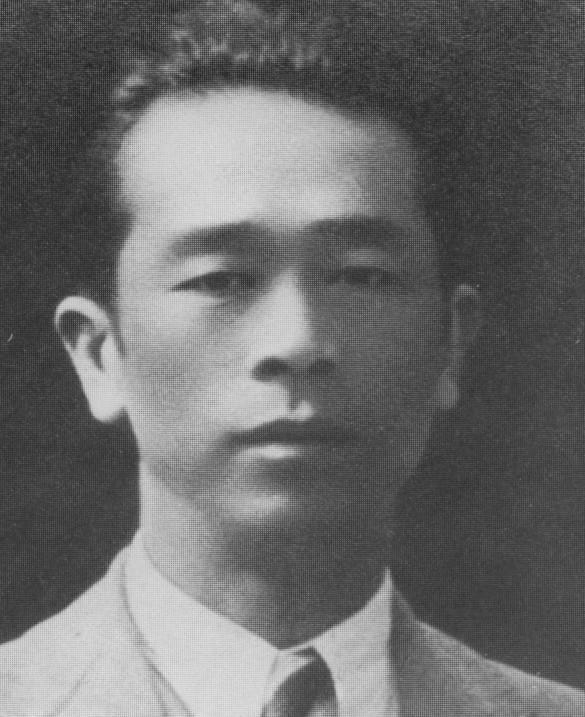
張我軍

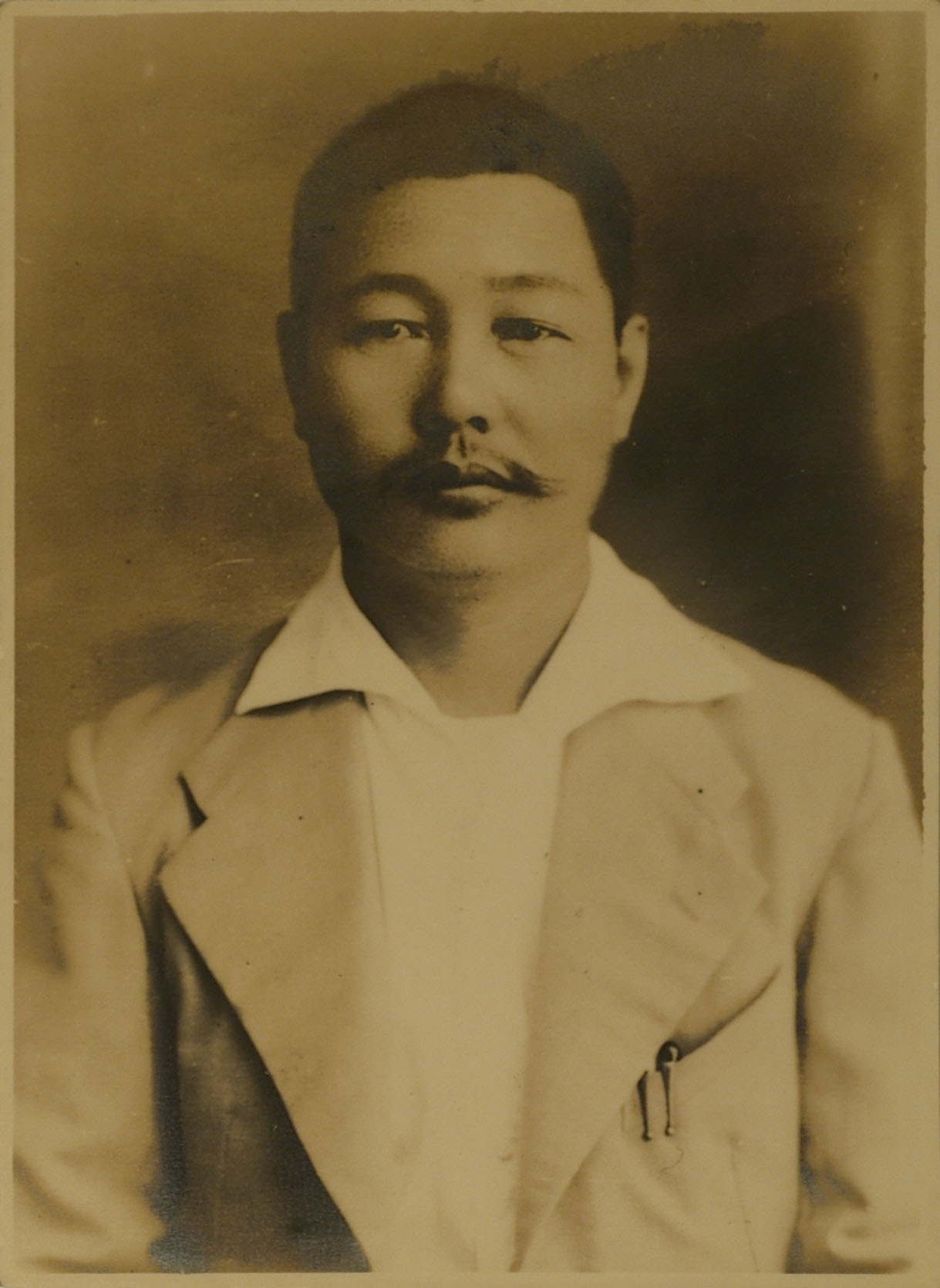
賴和曾創作《南國哀歌》紀錄霧社事件

台灣日治時期，賴和、陳虛谷、楊守愚、張我軍等人使用中國白話文，或者是近似中國白話文的台灣話文寫作新詩。張我軍被視為開風氣之先的人物，兩岸後世的台灣文學研究者公認張我軍的新詩集《亂都之戀》是台灣新文學發展的里程碑。遼寧大學出版社出版張我軍新詩集《亂都之戀》的重刻版，學者武治純曾在張我軍新詩集〈《亂都之戀》重版代序〉上稱讚張我軍說：「他的第一部新詩集《亂都之戀》和一系列散文、小說及評論作品，完全採用以北京話為基礎的漢語普通話寫作，文學語言清新、活潑、明暢、通俗，適應了臺灣文學語言民族化、群眾化的要求，有利於全國各地人民閱讀，有利於反映出他的創作主導思想中的革新意識和現代意識。」另一位學者古繼堂在《臺灣新詩發展史》則如此評價張我軍在新詩創作上的成就，他說：「張我軍是臺灣新文學運動的急先鋒，是臺灣新詩的奠基者，他的處女詩集《亂都之戀》是臺灣新詩的第一塊奠基石。……張我軍創作的這一組詩，就是反映他們(張我軍與女友羅文淑)當時與封建禮教搏鬥、爭取婚姻自主的精神表現。《亂都之戀》是臺灣新詩史上的寶貴的財富。……張我軍作為臺灣新文學史的奠基詩人，他的詩內容充實，感情真摯，行文明白流暢。但是過於散文化，有的作品幾乎就是散文的分行排列。表達的直露也使詩缺乏耐讀性。」

日治時期台灣與中國分離，不論是新文學運動的思潮還是個別作家的詩作，都需要透過有心人士的轉載與引介，才能進入台灣社會。張我軍除了創作方面的成績為人公認，他轉載中國作家的小說、譯作與新詩等事跡，也為多數學者肯定。張我軍曾在《台灣民報》上轉載郭沫若的〈江灣即景〉與〈仰望〉、梁宗岱的〈森嚴的夜〉、滕固的〈墮水〉、鄭振鐸的〈牆角的創痕〉、焦菊隱的〈我的祖國〉等作品，讓台灣讀者能夠讀到來自中國的新詩。
二戰後，中國國民黨於國共內戰失利，許多詩人也隨國民政府撤台，成為戰後華文新詩的發展主力。1952年紀弦創辦《詩誌》及隔年《現代詩》雜誌，發起強調「橫的移植」的現代派，為台灣戰後新詩濫觴。
1950、1960年代，台灣詩壇大致可分為四大詩社。1956年紀弦、鄭愁予、林泠等人主張「橫的移植」的「現代詩社」。1954年余光中、覃子豪、鍾鼎文等人主張「縱的繼承」的「藍星詩社」。1954年洛夫、瘂弦、張默發起超現實主義的「創世紀詩社」。1964年白萩、陳千武、李魁賢等人以台灣本土為主軸的「笠詩社」。

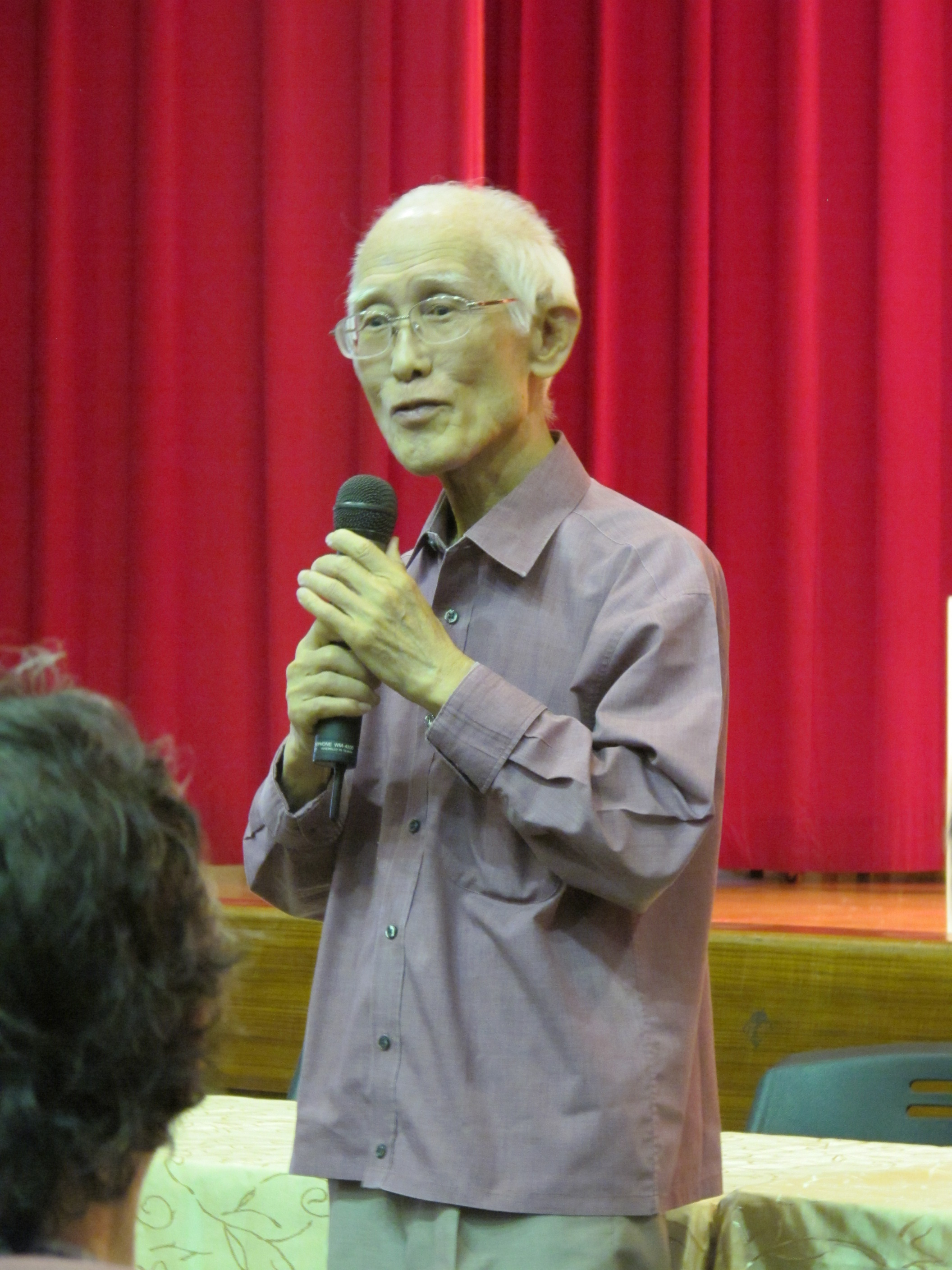
余光中參與台灣文壇多次重要事件

1970年代，台灣詩壇發生了兩場重要論戰。七零年代初，現代派及超現實主義風格造成作品空泛虛無的質疑，於1972至1974年間打起了「現代詩論戰」。至1977年王健壯主編的《仙人掌雜誌》於四月刊出三篇文章，又引發了「台灣鄉土文學論戰」，掀起現代派與鄉土派的對立。
1980、1990年代，社會逐漸多元開放，出現許多嘗試性質的的作品，如夏宇詩集《備忘錄》。或以台灣本土語言創作也逐漸出現，如林央敏以閩南語創作《嘸通嫌台灣》、杜潘芳格以客家語創作《平安戲》。也有以原住民為題材創作，如排灣族詩人莫那能、泰雅族作家瓦歷斯·諾幹。
身體詩也是1990年代的書寫主流之一，情慾世界和身體詩儼然一體，較受矚目的詩人有顏艾琳、陳克華、許悔之、陳義芝等。此外，1990年代中期因為網路之興而起步的數位詩，則是在書寫工具╱文本╱美學的三重革命上，通過新興的網路傳播，以數位表現出新的文本，成為混合不同媒材、超越平面文本的新文類，寫手有澀柿子、響葫蘆、向陽、蘇紹連（米羅‧卡索)等多人，發表於吹鼓吹詩論壇、喜菡文學網等論壇。在臉書興起後，每天為你讀一首詩成為介紹現代詩的網路社群。
2022年，向陽與白靈、焦桐、蕭蕭、陳義芝組成之編委會，推出《新世紀新世代詩選》。以新世紀（21世紀）出現於詩壇之新世代（1980-1999年出生，活躍於2000-2022年之詩人）為選集對象，以入選者之「創意性」、「殊異度」及「影響力」為薦舉條件；經編委會討論，薦舉52家，選入232首詩作。包含何亭慧、葉覓覓、王姿雯、曾琮琇、沙力浪、夏夏、陳允元、林達陽、蔡琳森、廖人、周天派、馬翊航、李桂媚、廖啟余、林餘佐、蘇家立、陳昌遠、潘家欣、王天寬、任明信、羅毓嘉、崔舜華、波戈拉、廖亮羽、吳俞萱、楊智傑、陳少、阿布、利文祺、徐珮芬、蔣闊宇、趙文豪、林益彰、游善鈞、郭哲佑、吳緯婷、鄒佑昇、崎雲、張詩勤、莊子軒、宋尚緯、林禹瑄、煮雪的人、李蘋芬、詹佳鑫、林夢媧、曹馭博、旋木、鄭琬融、王信益、林宇軒。 除以上收錄之詩人，還有若斯諾·孟、賀婕、蕭宇翔等千禧世代詩人活躍於21世紀之現代詩場域。
2024年2月，煮雪的人的作品〈月球博物館〉獲選入拱門任務基金會策劃的「方舟月球藝術典藏（Arch Lunar Art Archive）」計畫，經由奧德修斯月球著陸器載至月球長久保存，為目前已知最早登陸月球的華文新詩。

## 形式
新詩的形式中國文字因為不要動詞構句，所以中國文字極富黏附性，為中文新詩的特色之一。格式大體可分為分行詩、分段詩及圖象詩三類，當中分行詩最流行，作品最多。

### 分行詩
新詩分行是受西洋文學影響，有時被譏諷為「散文的分行」。分行詩發展出自由詩和格律詩兩大支流。

#### 自由詩
「自由詩」一名源自法文「vers libre」，特點是沒有固定的結構、固定的節奏，可以靈活用韻， 也不一定要押韻， 但讀起來也講求節奏感、音樂感。自由詩以「以內容決定形式」為最高原則；包含節奏押韻、標點符號、字數多寡、分行分段等各種形式上的元素，都由詩的創作主題內容來決定其取捨。形式必須為內容而犧牲配合；詩人無須嚴格遵從任何以表面形式的美感為訴求的寫作慣例和規範，一切均以主題之表達內容的需求為歸依。也就是說，如果創作的主題內容需要，那自由詩也可任意使用格律的句法。
自由詩的寫作幾無規範，但仍有一些概略的基本原則。通常，自由詩和散文一樣，以標點符號來作為表面句意的片段分合；但，自由詩還以「一行」為一個內在抽象詩意的基本片段。如果那內在抽象詩意的內容需要強調某字某詞時，自由詩可以任意將那字句單獨列行，反之亦可將兩三個完整的句子合併為一行。也就是說，自由詩的內在詩意和外在句意，其思想節奏及語調頓挫的調整，全靠分行及標點，而整體詩行的結果，以順乎自然口語為表現原則；分行和標點的取捨，可決定詩中節奏頓挫的輕重緩急。自由詩的基本主張是打破如格律之類的一切形式限制，以避免詩的主題內容被限制而成為「削足適履」；自由詩常見的弊病則是散漫鬆浮，缺少剪裁，變成「分行的散文」。
1920年代初，中國的詩人引進介紹19世紀美國詩人惠特曼那句子長而口語化的自由詩，自此自由詩是中國最流行的詩體。

#### 格律詩

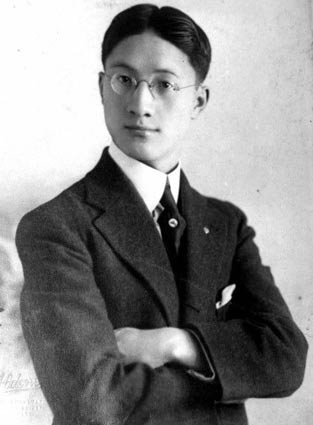
新月派著名詩人徐志摩

格律詩有自己一套可以自我重複的規則，以決定行數、段數、音尺、韻腳的原則。每句的字數、每節的行數、音節都比較講求規律，也講求押韻；詩人有時會為詩作自行定立格律規則，以營造詩的音樂美、繪畫美、建築美。格律詩的兩大特色，是視覺上的美感和聽覺上的美感。格律派詩人講究行中「節的勻稱」與段中「句的均齊」，要求行與行之間有對稱調和的關係。每段之中，至少有兩行的音尺字數是相互對稱的，唸起來，有強烈的節奏感。格律派認為詩所以能激發情感，全在它的節奏，所以格律就是節奏。許多格律詩都是每節4行，每行字數相同，看來方方正正，被戲稱為「豆腐乾詩」。
格律詩是1928年以後新月派常用的形式，著名詩人有聞一多、徐志摩、卞之琳、梁宗岱、吳興華等，但未能成為主流，1940年代後，作品漸漸減少。現代社會的許多題材大部份屬於自由詩的調子，格律詩的題材比較難得，1950年代時受台灣的現代派大加貶抑，從此一蹶不振。

### 分段詩
草創時期的新詩，沿襲舊詩不分行的形式，分段而不分行。新文學運動以後，詩人翻譯西洋文學時，譯介了不少散文詩，如泰戈爾和屠格涅夫的詩歌，引來倣效。分段詩作家不多，早期的詩人有魯迅、朱自清、徐志摩等，戰後常作分段詩的，只有紀弦、商禽幾位。早期分段詩佳作不多，往往結構鬆散，有如散文。走過發展初期後，繼續致力於分段詩創作的詩人也不多，分段詩便逐漸沒落了。

### 圖象詩
圖象詩，或稱具象詩，是排列成形象或圖像的詩，圖形與內容互相配合。西方文學中，喬治·赫伯特的圖象詩就很著名。圖象詩的創作，往往有很大的局限性。
1953年，紀弦主編出版《現代詩》，主張「詩歌分離」，認為新詩必須不用韻和無格律，提倡西方「現代主義」和新詩現代化，創立「現代派」，一度網羅當時台灣詩壇大部份重要詩人：鄭愁予、羅門、瘂弦、洛夫等等，使得現代詩一詞一度成為了新詩的同義詞。然而現代詩的發展並不順利，許多詩人只是迷惑於「現代主義」的口號，執迷於創作怪異難懂的作品，標新立異、虛無晦澀、題材狹窄，使得新詩的讀者愈來愈少。後來，紀弦察覺了現代詩的弊病，便也數度撰文批判詩壇歪風，甚至曾經揚言取消現代詩一詞。在紀弦的批評下，現代詩重新被定義成為了自由詩當中，以表達現代主義精神為其創作內涵的一種新詩風格。
雖然現代詩因其內涵的冷僻而逐漸沒落，然而分行自由詩在臺灣的新詩創作風潮中終究形成了壓倒性的優勢，而格律詩則因其形式上的限制以及紀弦對自由詩的提倡而從此一蹶不振。

### 香港
王無邪是香港新詩最早的推動者之一

## 手法

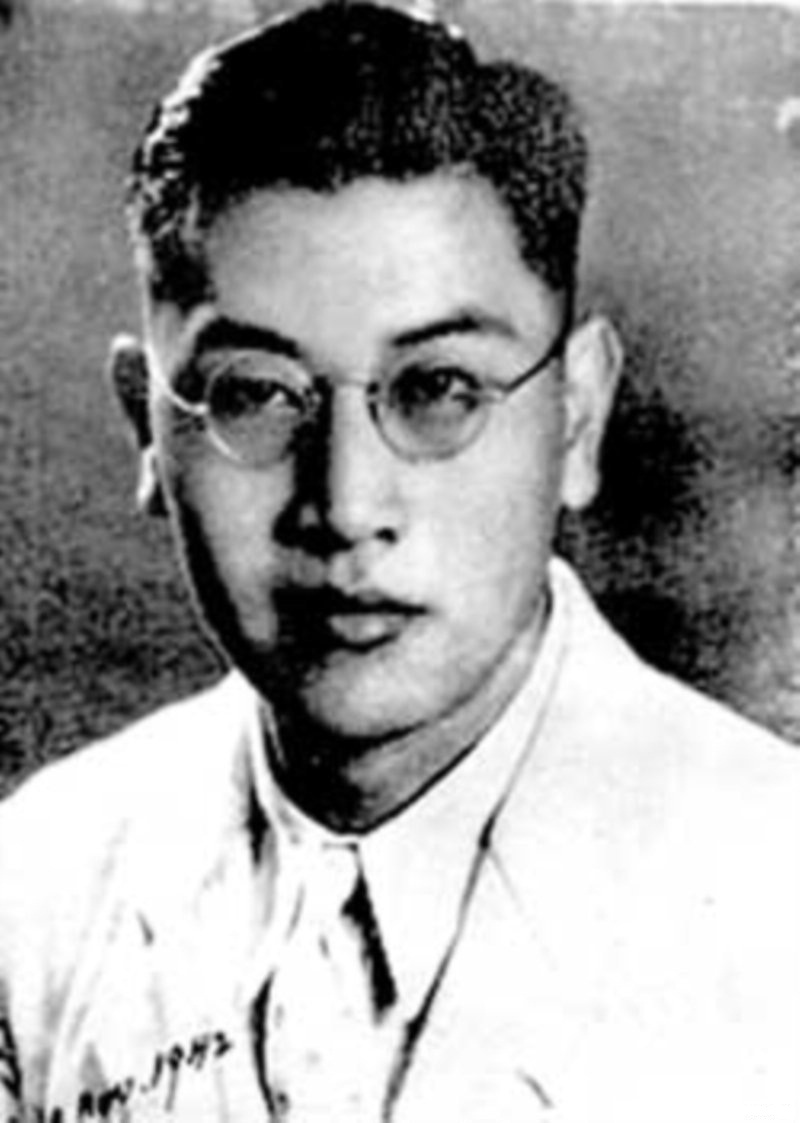
精通多種外語的詩人戴望舒

### 學習舊詩
有些新詩形式上蛻化自舊詩，如吳興華有些新詩就自七絕和五言古詩變化而來，十分耐讀。

### 學習西洋詩
不少詩人介紹西洋詩歌某種形式、某種體裁，或某個詩人的作品，嘗試把西洋詩移稙到中國來。這種做法有時忽略了中文的特殊性質、構造和音韻，甚少佳作。如英國詩中最重要的體裁「抑揚格無韻五拍詩」（blank verse）就難以移植，徐志摩《翡冷翠的一夜》和聞一多《李白之死》，都是欠成熟的嘗試。
倣效西洋詩的成品中，也偶有成功之作。戴望舒模倣現代法國詩人，尤其是耶麥的作品，值得一讀。吳興華倣效各種西洋的詩體寫作新詩，包括無韻五拍詩、十四行詩、史賓塞體、歌謠體（ballad）、敘事史詩等等，成績斐然。抗戰期間，王佐良、杜運燮和穆旦等新詩人則特意學習英國詩，手法新穎。

## 風格
- 现实主义
- 唯美主义
- 象征主义
- 新浪漫主义
- 意象主义
- 未来主义
- 表现主义
- 超现实主义
- 现代主义
- 后现代主义
- 具体主义

## 流派
- 20世纪初至1920年代：尝试派、文学研究会（人生派）、创造社（早期浪漫主义）、湖畔诗派、新格律诗派（新月派）、中国早期象征诗派
- 1930年代：中国现代派诗群、七月派、汉园三诗人
- 1940年代：中国新诗流派、九叶诗派
- 1950年代：中国现实主义、新现代主义诗群（现代派诗群）、蓝星诗群（蓝星诗社）、创世纪诗群（创世纪诗社）
- 1970年代：朦胧派（今天派）、白洋淀诗群、中国新现实主义
- 1980年代：新边塞诗派、大学生诗派、第三代诗群（新生代诗群、新世代）、莽汉主义、整体主义、海上诗派、圆明园诗派、撒娇派、他们诗群、丑石诗群、非非主义（红色写作）、神性写作、新乡土诗派、知识分子写作诗群
- 1990年代：网络诗歌（网络诗人）、民间写作、第三条道路写作、中间代、信息主义、70后诗人
- 21世纪初：下半身写作、荒诞主义、灵性诗歌、新江西诗派、垃圾派、80后诗人、新婉约诗派

## 影響
新詩的興起，突破華文舊詩二千年的傳統。由於新詩和散文都以無韻的白話文為主要的表達工具，人們便往往以為從舊詩解放出來的結果就都是新詩，以為新詩最容易寫；以致於，很多不會寫詩、散文與詩不分的人──全都來寫詩，進而導致了中國有史以來詩格最為卑下的現象，詩普遍受輕視。
新詩利用口語的長處，開拓了長篇敘事詩的新領域，造就中國幾個世紀來敘事長詩空前未有的盛況，名作有馮至《北遊》、孫毓棠《寶馬》、朱自清《毀滅》等。

## 局限
宋淇认为，新詩詩壇并未出現偉大的天才詩人來奠定新詩的模式並讓後人依循。許多人對新詩仍沒有清楚概念，有些作者仍在摸索，沒有把握，讀者也不能對新詩產生信心。新詩取消了舊詩的諸般限制，但詩人的困難有增無減。一個規律的詩歌形式，可說是詩人與讀者間的共通橋樑，拆去此聯結之後，一切傳達的責任都落在作者身上；在用字次序、句法結構、語言運用上，詩人都要更直接明顯地向讀者交代，結果加重了作者的負擔。

### 引用
1. ↑  羅青：《從徐志摩到余光中》，頁8、16。
2. ↑  羅青：《從徐志摩到余光中》，頁10、17。
3. ↑  羅青：《從徐志摩到余光中》，頁17。
4. ↑  羅青：《從徐志摩到余光中》，頁24-26。
5. 1 2  林以亮：《林以亮詩話》，頁18。
6. ↑  羅青：《從徐志摩到余光中》，頁30。
7. ↑  洪子誠：《中國當代文學史》，頁58-60。
8. ↑  洪子誠：《中國當代文學史》，頁65。
9. ↑  洪子誠：《中國當代文學史》，頁234-235。
10. ↑  洪子誠：《中國當代文學史》，頁237-239。
11. ↑  這本書已在台灣販售，文史哲出版社在1989年7月出版繁體字版。
12. ↑  古繼堂：《臺灣新詩發展史》（臺北：文史哲，1997年1月），頁27-31。
13. ↑  許俊雅/著〈點燃火把‧期待黎明〉，《台灣現當代作家研究資料彙料‧16，張我軍》，國立台灣文學館出版，2012年出版，頁72。
14. ↑  向陽 (编). . 臺北: 九歌出版社. 2022年5月  [2022-06-22]. ISBN 9789864504527. （原始内容存档于2022-06-17） （中文（繁體））.
15. ↑  Arch Mission Foundation. . 2024-03-03  [2024-03-07]. （原始内容存档于2024-03-03）.
16. ↑  Arch Mission Foundation. . 2024-02-25  [2024-03-07]. （原始内容存档于2024-02-25）.
17. ↑  虛詞編輯部. . 香港: 虛詞p-articles. 2024-03-07  [2024-03-07]. （原始内容存档于2024-03-07） （中文）.
18. ↑  梁嘉欣. . 香港: 香港01. 2024-03-06  [2024-03-07]. （原始内容存档于2024-03-07） （中文）.
19. ↑  Nova Spivack. . 2024-02-23  [2024-03-07]. （原始内容存档于2024-03-07）.
20. ↑  Erika Morphy. . TechSpot. 2024-02-26  [2024-03-11]. （原始内容存档于2024-02-28）.
21. ↑  張健. . 五南. 1984: 9. ISBN 9789571109114. 西洋語文中句的構成以一動詞爲必要條件，而中國文字則無此限制。反之，且極富黏附性。
22. ↑  張漢良; 蕭蕭. . 故鄉出版社. 1979.
23. ↑  羅青：《從徐志摩到余光中》，頁9、16。
24. ↑  羅青：《從徐志摩到余光中》，頁44、16。
25. 1 2  林以亮：《林以亮詩話》，頁3。
26. ↑  羅青：《從徐志摩到余光中》，頁38。
27. ↑  羅青：《從徐志摩到余光中》，頁20。
28. ↑  羅青：《從徐志摩到余光中》，頁17、24。
29. ↑  羅青：《從徐志摩到余光中》，頁37。
30. ↑  羅青：《從徐志摩到余光中》，頁25-29。
31. ↑  林以亮：《林以亮詩話》，頁19。
32. ↑  羅青：《從徐志摩到余光中》，頁30-31。
33. ↑  羅青：《從徐志摩到余光中》，頁38-41。
34. ↑  羅青：《從徐志摩到余光中》，頁44、71。
35. ↑  羅青：《從徐志摩到余光中》，頁52。
36. ↑  羅青：《從徐志摩到余光中》，頁31。
37. ↑  羅青：《從徐志摩到余光中》，頁2-5。
38. ↑  羅青：《從徐志摩到余光中》，頁30-33。
39. ↑  . 中國環境科學出版社 學苑音像出版社. 2014: 145.
40. ↑  林以亮：《林以亮詩話》，頁8-16。
41. ↑  林以亮：《林以亮詩話》，頁1、20。
42. ↑  林以亮：《林以亮詩話》，頁4。
43. ↑  林以亮：《林以亮詩話》，頁20-22、25-27。
44. ↑  林以亮：《林以亮詩話》，頁27-29。
45. ↑  林以亮：《林以亮詩話》，頁1。
46. ↑  林以亮：《林以亮詩話》，頁3-4。
47. ↑  羅青：《從徐志摩到余光中》，頁11、13。
48. ↑  林以亮：《林以亮詩話》，頁2。